# Яша Хейфец
Я́ша Хе́йфец (повне ім'я Йо́сиф Ру́вимович Хе́йфец, точніше: Гайфец; 20 січня (2 лютого) 1901, Вільно — 10 грудня 1987, Лос-Анджелес) — американський скрипаль і композитор єврейського походження. Вважається одним з найвидатніших скрипалів XX століття. Також писав музику для популярних пісень під псевдонімом Джім Гойл (J.H.; Jim Hoyl).

## Біографія
Народився 2 лютого 1901 року в Вільно (Російська імперія) в єврейській сім'ї викладача музики Рувима Хейфеца і Хаї Шарфтштейн. Почав вчитися грі на скрипці в трирічному віці, у семирічному віці вперше взяв участь у публічному концерті, де виконав Концерт Фелікса Мендельсона.
У 1910 році почав учитися в Санкт-Петербурзькій консерваторії. У 1913 році відвідав під час гастролей по Європі Швецію та Німеччину, де познайомився з Фріцом Крейслером.
У 1917 у вперше відвідав США, де виступив 17 жовтня в Карнегі-холі. Хейфец волів залишитися в США і в 1925 році отримав американське громадянство. 7 листопада 1917 року вперше провів запис своєї гри в комерційних цілях. Під час Другої світової війни часто виступав перед солдатами на фронті, щоб підняти їхній бойовий дух.

### Четверті гастролі в Ізраїлі
У 1953 році під час четвертих гастролей в Ізраїлі Хейфец включив в свою програму скрипкову сонату Ріхарда Штрауса. У той час Ріхард Штраус розглядався багатьма ізраїльтянами як нацистський композитор, і його твори були неофіційно заборонені в Ізраїлі разом з творами Ріхарда Вагнера. Незважаючи на прохання уряду Ізраїлю змінити програму, непокірний Хейфец заявив: "Музика вище цих факторів … Я не зраджу мою програму. Я маю право сам вибирати свій репертуар ". Незважаючи на цю заяву, під час всього туру публіка зустрічала цю сонату гробовим мовчанням.
Після концерту в Єрусалимі до Хейфеца підійшов молодий чоловік і спробував ударити його залізним прутом. Хейфецу вдалося правою рукою захистити від удару свою скрипку. Коли нападник почав тікати, Хейфец крикнув охоронцям, щоб вони стріляли у втікача. Але він так і не був затриманий і навіть знайдений. Тим не менш Хейфец заявив, що не припинить виконувати Штрауса. Загрози продовжували приходити. Останній концерт був скасований, оскільки рука продовжувала боліти. Хейфец покинув Ізраїль і не повертався до 1970 року.

## Педагог

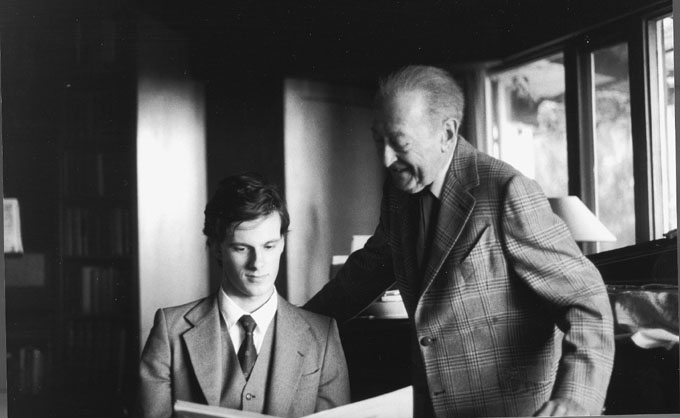
Рудольф Кулман і Яша Хейфец (Лос-Анджелес, 1979)

У 1972 році перестав виступати на концертах і перейшов до викладання в університеті Південної Каліфорнії.
Яша Хейфец був дуже активний як педагог, викладаючи спочатку в Каліфорнійському університеті (Лос-Анджелес), потім в Університеті Південної Каліфорнії поруч зі своїми друзями та колегами Григорієм П'ятигорським і Вільямом Прімроузом. Протягом декількох років у вісімдесятих роках він також давав приватні уроки в своєму будинку в Беверлі Хіллз. Є відомості, що Хейфец, будучи прихильником залізної дисципліни, розпоряджався замикати ворота свого будинку до початку уроку, щоб провчити запізнілих студентів.
В даний час колишня студія Хейфеца в Колбернській школі використовується для проведення майстер-класів і служить джерелом натхнення для студентів консерваторії. За свою викладацьку кар'єру Хейфец виховав таких видатних виконавців як П'єр Амуайяль, Ерік Фрідман, Рудольф Кулман, Юваль Ярон, Юджин Фодор, Керол Сінделл, Адам Хан-Горський, Роберт Вітте, Елізабет Матескі, Клер Ходжкінс, Юкіко Камеї, Варуян Коїн, Шеррі Клосс, Елейн Скородін, Пол Розенталь, Айк Агус.
Яша Хейфец помер у госпіталі Сідарс-Сінай в Лос-Анджелесі, штат Каліфорнія, в грудні 1987 року.

## Цікаві факти
- Дружив з Джорджем Гершвіном, котрий однак не писав музику для скрипки. Хейфец сам писав транскрипції для скрипки творів Гершвіна і виконував їх у супроводі фортепіано.
- Звав відомого віолончеліста Григорія П'ятигорського «шеф» та «бос», той у відповідь звав Хейфеца «адмірал»
- Коли в нього вдома дзвонив телефон, знімаючи трубку ніколи не називав себе по прізвищу, а питав «хало?». Іноді казав у трубку зміненим голосом: «пана Хейфеца нема дома»
- У часи боротьби зі смогом (забрудненням повітря викидними газами від автотранспорту) переробив свій Renault Dauphine в електро-кар.

## Пам'ять
Міжнародний конкурс скрипалів імені Яші Хейфеца проводиться з 2001 року на батьківщині Хейфеца у Вільнюсі.